# Incubus
Incubus是一個來自美國加州的搖滾樂團體。1991年，當時還是高中生的布蘭登·波德（Brandon Boyd，主唱）、麥克·艾因席格（Mike Einziger，吉他手）、荷西·帕西勒斯（Jose Pasillas，鼓手）成立了這個樂團。隨後加入了前貝斯手艾利克斯·卡敦尼契（Alex Katunich，1991年–2003年）和前 DJ 迦文·卡波（Gavin Koppell，1995年-1998年）加入。當前貝斯手為班·肯尼（Ben Kenney，2003年-）、DJ 為克里斯·可爾默（Chris Kilmore，1998年-）。

近年由塔爾·威爾肯菲爾德（Tal Wilkenfeld）及妮可·蘇羅（Nicole Sue Row）先後暫代貝斯手一職。2023年初，由妮可正式擔任樂團一員，並參與了重新錄製的專輯《Morning View XXIII》，主唱布蘭登於製作期間多次稱讚妮可的音樂才華：「她為這些舊歌注入獨有的魅力及風格」。

## 樂團歷史
布蘭登·波德、荷西·帕西勒斯、艾利克斯·卡敦尼契、麥克·艾因席格從十年級開始一起玩團。大約在1994年他們錄製了第一張的名為《Closet Cultivation》的demo帶。
樂團成立之初，曾以無名狀態存在一段時期，直到他們被要求為即將登臺的演出提供一個團名，才正式定案“Incubus”這個名字。樂團成員早期因共同喜歡 Phish 和 Primus 而產生共鳴，並以這些樂團“由草根發跡”的發展方式，作為自己的志業藍本。
Incubus與索尼旗下的Immortal Records簽了一份七張專輯的合約。該公司當時的A&R代表保洛（Paul Pontius）發現了他們，他也曾将另一組金属樂團 Korn納入麾下。1997年，Incubus推出了首张EP《Enjoy Incubus》，共六首曲目。这張EP旨在為他们與Korn一起進行的歐洲巡演提供演出的作品。
1998年2月，Incubus解雇了 DJ 加文·卡波。並經由友人推薦，引進克里斯·可爾默接替DJ一職。團隊成員都非常欣赏他的音樂風格和生活態度，可謂一拍即合。
Incubus的曲風相當豐富多元。自1995年初出茅廬至今，風格經歷多次轉變。起初為放克金屬（Funk）、新金屬（Nu metal）、Post-grunge為人所知。頭兩張專輯《Fungus Amongus》（1995年）和《S.C.I.E.N.C.E.》（1997年），就憑著這般強烈樂風打響知名度。
1999年10月26日，Incubus發行專辑《Make Yourself》。這張重要的專輯，象徵了樂團開始轉向及定調為更流行、另類搖滾的風格，當然其中仍包含了原有的新金屬與另類金屬元素。首波單曲〈Pardon Me〉，最初在電台反響不如預期。於是，布蘭登和麥克決議，嘗試在少數電台，釋出現場原聲的版本，此舉成功傳播歌曲知名度。許多電台開始陸續播放，包括具有影響力的洛杉磯電台 KROQ-FM。隨著熱度提升，電台也開始播放〈Pardon Me〉錄音室版本。以此為契機，Incubus也為〈Pardon Me〉拍攝了音樂錄影帶。憑藉〈Pardon Me〉的成功，《Make Yourself》在2000年4月，達成金唱片認證（銷量50萬張）。下一波釋出的單曲〈Stellar〉，音樂錄影帶亦在 MTV 和 TRL 午後時段開始放送，在另類音樂榜取得成功。
《Make Yourself》專輯，讓Incubus正式獲得主流市場青睞。包含多首經典歌曲，如〈Drive〉、〈Privilege〉等，也一併被載入史冊。其中，專輯第三波釋出的單曲〈Drive〉，在當時迅速攀升至另類音樂榜第一名。這首單曲大獲成功，最終進入告示牌百大單曲榜前十，堪稱Incubus樂團的代表作。
樂團在2001年初休息了一段時間，之後，大夥前往加州馬里布（Malibu）的一座海濱豪宅，開始錄製工作，該專輯為《Morning View》。持續巡演的同時，樂團陸續發表新專輯的〈Wish You Were Here〉、〈Nice to Know You〉、〈Are You In?〉等歌曲。隨著新專輯釋出，Incubus在各大榜上不斷斬獲佳績。連續兩張專輯都大受好評。值得一提的是，《Morning View》也是貝斯手Dirk Lance最後一次與Incubus合作。他因私人原因與樂團分道揚鑣。
2003年樂團開始籌備下一張專輯。同年3月1日，主音吉他手邁克·艾因茲格（Mike Einziger）與斯科特·利特（Scott Litt）、戴夫·霍爾德里奇（Dave Holdredge）以及瑞克·威爾（Rick Will）憑藉《Morning View》的錄音工程提名葛萊美獎「最佳錄音工程專輯（非古典類）」。
這張名為《A Crow Left of the Murder...》的專輯，在樂團處理完合約及人事問題後終於誕生。這張專輯是Incubus最後一張被媒體歸類為「另類金屬」的作品，往後樂團的風格，亦愈加遠離這一類別。吉他手麥克和主唱布蘭登在新專輯發布時談論了新歌，麥克形容:「這些作品就像我們過去的風格，但更老一點。非常不同、充滿能量又快速，技術含量更高。某種層面而言，更接近我們初出茅廬的作品。當然聽感不完全相似，且更具探索性。」
2003年12月15日，首支單曲〈Megalomaniac〉發行。歌曲因被解讀為針對布希政府的攻擊而引起爭議，遭到白天時段的禁播。然而，樂團對禁播反應卻頗為滿意。布蘭登表明：「當我們聽說影片只能在深夜播放時，內心其實有點開心，像是在說：『太好了！』」鼓手荷西也表達相同看法：「如果人們覺得我們在發表政治立場也沒關係。任何人對我們音樂的感受或解讀都是好事——我們的目的就是讓人們開始思考。」
《A Crow Left of the Murder...》於2004年正式發行。專輯第二波單曲〈Talk Shows on Mute〉推出時，也配上受到喬治·歐威爾《動物農莊》啟發的音樂錄影帶。專輯中，原本有一首長達27分鐘的樂曲〈The Odyssey〉未被收錄。後來，這首曲子被收錄於熱門電玩遊戲《Halo 2》原聲帶中。
2006年8月1日，樂團宣布第六張錄音室專輯《Light Grenades》即將推出，並再次由歐布萊恩製作。幾週後，專輯正式確認於11月28日發行。《Light Grenades》在發行首週即登上《告示牌》專輯榜冠軍，這是 Incubus 首次奪下該榜首位。
2008年4月樂團宣布暫停巡演與錄音。團員各自進入私人生活規劃。布蘭登對樂團的休息做出解釋：「其實消失一年、兩年沒什麼不好。有人說文化變遷太快，需要時常提醒人們彼此的存在感，但我倒覺得沒必要操之過急。」2009年4月1日，Incubus釋出了〈Black Heart Inertia〉。隔日，該曲也在全面上架串流。此曲在《告示牌》另類歌曲榜最高登上第7名，成為 Incubus第15首進入該榜前十名的單曲。隨後，樂團也發表了新的精選輯。
在布蘭登於2010年7月6日發行個人首張專輯《The Wild Trapeze》後，Incubus宣布將開始錄製新專輯。布蘭登在受訪時表示：「這張新作品與我們以前做過的完全不同。」2011年4月28日，首播了〈Adolescents〉的音樂錄影帶，同時也釋出了一段幕後花絮。2011年7月，新專辑《If Not Now, When?》正式發表，收錄包含〈Thieves〉、〈Friends and Lovers〉、〈Promises, Promises〉等作品，一如既往精彩。2012年，更與Linkin Park一同擔任Honda Civic Tour的聯合主秀。
2013年，布蘭德開啟了個人樂團Sons of the Sea的計畫，並展開相關的巡迴演出。同時他也宣布，樂迷可期待Incubus將推出新音樂。吉他手麥克隨後也在推特上證實這個消息。接著，在一些巡演中，樂團也一起展演如〈Trust Fall〉等新歌。
2017年4月21日，樂團發行了第八張專輯《8》。首波單曲為〈Nimble Bastard〉。隨後，樂團宣布展開2017年夏季巡演。

## 音樂作品

### 專輯
- 1995年 《Fungus Amongus》
- 1997年 《S.C.I.E.N.C.E.》
- 1999年 《Make Yourself》
- 2001年 《Morning View》
- 2004年 《A Crow Left of the Murder...》
- 2006年 《Light Grenades》
- 2011年 《If Not Now, When?》譯：猶豫不決，更待何時？
- 2017年 《8》
- 2023年 《Morning View XXIII》

## 外部連結
- Incubus 官方網站（页面存档备份，存于）
- Make Yourself Foundation – Incubus 慈善網站（页面存档备份，存于）